# Bastiano di Francesco
Bastiano di Francesco, detto anche Bastiano linaiuolo (Siena, ... – Siena?, post 1546), è stato un poeta, commediografo, attore e artigiano/pittore italiano.
La sua attività letteraria si concentrò soprattutto nella poesia burlesca e nelle farse rusticali.

## Biografia
Spesso annoverato tra i componenti della Congrega dei Rozzi, in realtà il suo nome non compare nei documenti ufficiali del sodalizio.
Scarse le notizie biografiche. Le prime edizioni delle sue opere si concentrano attorno al 1520, quindi prima della fondazione della Congrega (1531), inserendosi nel filone di autori comici dell'inizio del secolo, il più noto dei quali fu Niccolò Campani detto lo "Strascino". Questi autori utilizzavano una lingua fortemente intrisa di elementi dialettali e spesso inscenavano le loro stesse opere nelle strade di Siena. La loro fama superò presto i confini cittadini, con Leone X e Agostino Chigi che li invitavano spesso a Roma, durante il carnevale.
Le opere di Bastiano furono stampate tra il 1520 e il 1546, ma è lecito immaginare che fossero state messe in scena almeno qualche anno prima, fino a quando non godettero di una certa fama da promuoverne la pubblicazione. La prima di queste è la Contenzione di un Villano e di una Zingana, accompagnata da strambotti rusticali, che venne pubblicata nel 1520 e ristampata nel 1533.
Seguì nel 1521 il Capitolo d'un villano qual cercando il Mezzaiuolo per dolersi d'un puttano qual tolto gli haveva il suo honore et con lui parlando li fanciulli li attaccano li scoppi: intitolata il Mezzaiuolo, una burla che venne ripresa, con maggior ricchezza di particolari, nel Marescalco di Pietro Aretino. Un nuovo Capitolo in terza rima, senza indicazione degli interlocutori, fu pubblicato a Siena nel 1523, col titolo di Capitolo... sopra due Mercanti venuti di Soria, quali demonstrano haver condocte infinite e pretiose merchantie: come leggendo intenderai, intitulata Il Merchante, al quale seguì nello stesso anno l'Egloga de Amicitia, ristampata a Venezia nel 1531 e ancora a Siena nel 1543 come Egloga pastorale di Amicitia (a questa edizione si ispirò l'Accademia dei Rozzi per la fedele ristampa del 1931). Nell'egloga il pastore Cerfidio si innamora della ninfa Ipodamia, amante però del suo amico e collega Largio. Per non far torto all'amicizia vorrebbe togliersi la vita, ma Largio, sempre in nome del loro legame, decide di cedergli la donna; nasce una contesa tra i due su chi voglia dimostrarsi più liberale, risolta però da Ipodamia che decide di amarli entrambi; un villano inoltre crea un intermezzo comico.
La commedia in terzine Vallera, nota da un'edizione senese del 1546,  mette invece in scena il personaggio del campagnolo furbo e grossolano, amato dal pubblico senese, che viene bersagliato di burle volgari. Esiste infine un suo monologo, intitolato La Fantesca, dove una serva narra le sue virtù nella speranza di trovare una padrona, ristampata a Siena senza indicazione dell'anno, ma comunque dopo il 1531.
Fu anche un pittore, autore ad esempio di alcuni monocromi nel Duomo di Siena.